# Beur blanc rouge
Pour plus de détails, voir Fiche technique et Distribution.
Beur blanc rouge est un film français de Mahmoud Zemmouri, sorti en 2006.

## Synopsis
Brahim, jeune chômeur d'origine algérienne, passionné de football, cultive sa nostalgie de l'Algérie.
Soir de match, France / Algérie, Brahim reçoit son cousin pour s'y rendre avec deux de ses amis.

## Fiche technique
- Titre : Beur blanc rouge
- Réalisation : Mahmoud Zemmouri
- Scénario : Mahmoud Zemmouri
- Musique : Ahmed Hamadi, Franck Lebon et Kada Mustapha
- Photographie : François Lartigue
- Montage : Youcef Tobni
- Production : Marie-Laurence Attias et Mahmoud Zemmouri
- Société de production : Fennec Productions, ENTV et Antinéa Audiovisuel
- Société de distribution : Zelig Films Distribution (France)
- Pays de production :  France et  Algérie
- Genre : comédie
- Durée : 88 minutes
- Date de sortie : 
  - France : 17 mai 2006

## Distribution
- Yasmine Belmadi : Brahim
- Karim Belkhadra : Mouloud
- Julien Courbey : Gaby
- Nozha Khouadra : Wassila
- Biyouna : la mère de Wassila
- Abdallah Bouzida : le père de Brahim
- Yacine Mesbah : le cousin de Brahim, Saïd
- Chafia Boudraa : la grand-mère de Brahim
- Aymen Saïdi : Mourad, petit frère de Brahim
- Sabrina Maache : Malika, petite sœur de Brahim
- Said Hilmi : Lounès, l'épicier
- Mouss : Zbantoute
- Bahroun Ons : Mahmoud
- Aytl Jensen : Un jeune
- Mallaury Nataf : Voix annonce aéroport #1
- Nordine Bouhadjeb : Le planton du commissariat

## Lieux de tournage
- Paris
  - 8e arrondissement : avenue des Champs-Élysées
  - 18e arrondissement : quartier de la Goutte-d'Or
- Aéroport de Paris-Charles-de-Gaulle
- Algérie
  - Alger, aéroport d'Alger - Houari Boumédiène